# Major Tom
Major Tom ist eine von David Bowie erschaffene Figur, die unter anderem in seinen Songs Space Oddity, Ashes to Ashes oder Hallo Spaceboy thematisiert wurde. Weitere Künstler – insbesondere Peter Schilling mit Major Tom (völlig losgelöst) – nahmen Bezug darauf. Die Figur ist ein Astronaut, der nach dem Start seines Raumschiffs in Schwierigkeiten gerät und im All strandet. Major Tom ist eine Inspiration Bowies aus dem Filmklassiker 2001: Odyssee im Weltraum, in der eine Crew auf eine lange, ungewisse Reise zum Jupiter geschickt wird und dabei dem Bordcomputer HAL 9000, der zunehmend ein Eigenleben entwickelt, ausgeliefert ist. Der einzige Überlebende namens David Bowman spiegelt die Thematik um die fiktive Person Major Tom wider.
Space Oddity wurde auf David Bowies Album David Bowie aus dem Jahr 1969 (in den Vereinigten Staaten Man of Words/Man of Music; 1972 auch als Space Oddity wiederveröffentlicht) sowie auf Single veröffentlicht und zum ersten Hit des Musikers, da der Song während der Mondlandung weltweit im Radio zu hören war. David Bowie spielte später in dem Titel Ashes to Ashes wieder auf Major Tom an und bezeichnete ihn darin als Junkie. 1983 hatte Peter Schilling mit dem Titel Major Tom (völlig losgelöst) aus dem Album Fehler im System international kommerzielle Erfolge.

## Songs von David Bowie

### Space Oddity

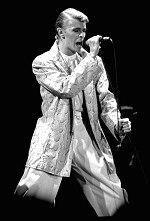
David Bowie bei einem Auftritt in Oslo 1978

In Space Oddity auf dem 1969 erschienenen Album gleichen Namens von David Bowie startet Major Tom mit seinem Raumschiff erfolgreich in das Weltall. Beim Anblick der Erde singt er:

“Here am I sitting in a tin can

Far above the world

Planet earth is blue

And there’s nothing I can do.”

„Hier sitze ich in einer Blechbüchse

Hoch über der Welt

Der Planet Erde ist blau

Und es gibt nichts, was ich tun könnte“

Die Astronauten bezeichneten die Kapseln des Gemini-Programms häufig als „Blechbüchsen“.
“Blue” ist hier ein Wortspiel, da das Wort nicht nur die Farbe Blau bezeichnet, sondern auch „traurig“ bedeuten kann. Der dritte Vers kann also auch übersetzt werden mit:

„Die Erde ist traurig

Und ich kann nichts dagegen tun“

Dann verliert die Bodenkontrolle den Kontakt mit Major Tom wegen einer technischen Störung und Tom entschwebt unkontrolliert im Weltraum.

### Ashes to Ashes
In Ashes to Ashes (Asche zu Asche) auf dem Album Scary Monsters (1980) singt Bowie über Drogensucht („Time and again I tell myself I’ll stay clean tonight“ – „Immer wieder sage ich mir, heute Nacht bleibe ich clean“). Im Refrain heißt es, dass Major Tom ein Junkie sei, der drogensüchtig im Himmel kreise: „We know Major Tom’s a junkie, strung-out in heaven’s high, hitting an all-time low“ („Wir wissen, Major Tom ist ein Junkie, zugedröhnt im höchsten Himmel, auf dem Weg zu einem absoluten Tiefpunkt“).

## Major Tom (Völlig losgelöst)von Peter Schilling
Den Song Major Tom (völlig losgelöst) aus dem Jahr 1982 nahm Peter Schilling zuerst auf Deutsch auf. Später sang er eine englische Version, bekannt geworden als Major Tom (Coming Home). Der Text erzählt ebenfalls von einem Astronauten, der die Verbindung zur Bodenstation verliert und dadurch melancholisch wird. Am Liedende wird angedeutet, dass Major Tom die Kommunikation zur Bodenstation selbst abbricht und einem geheimnisvollen Licht folgt:

„Unten trauern noch die Egoisten.

Major Tom denkt sich: ‚Wenn die wüssten.

Mich führt hier ein Licht durch das All,

das kennt ihr noch nicht. Ich komme bald.

Mir wird kalt.‘ “

## Interpretationen und Zitate

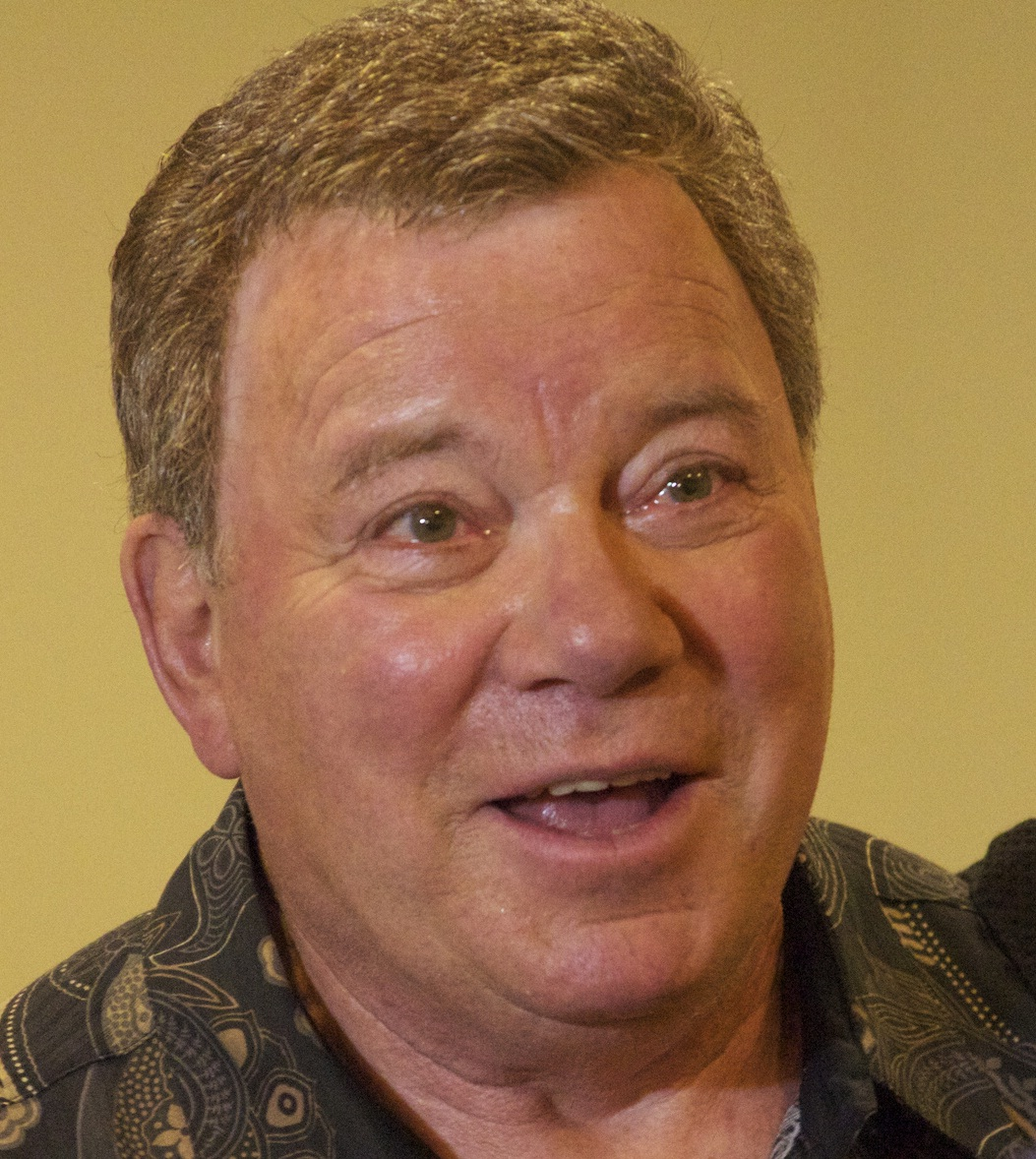
Star-Trek-Darsteller William Shatner veröffentlichte 2011 ein Album mit Coverversionen von Liedern über den Weltraum

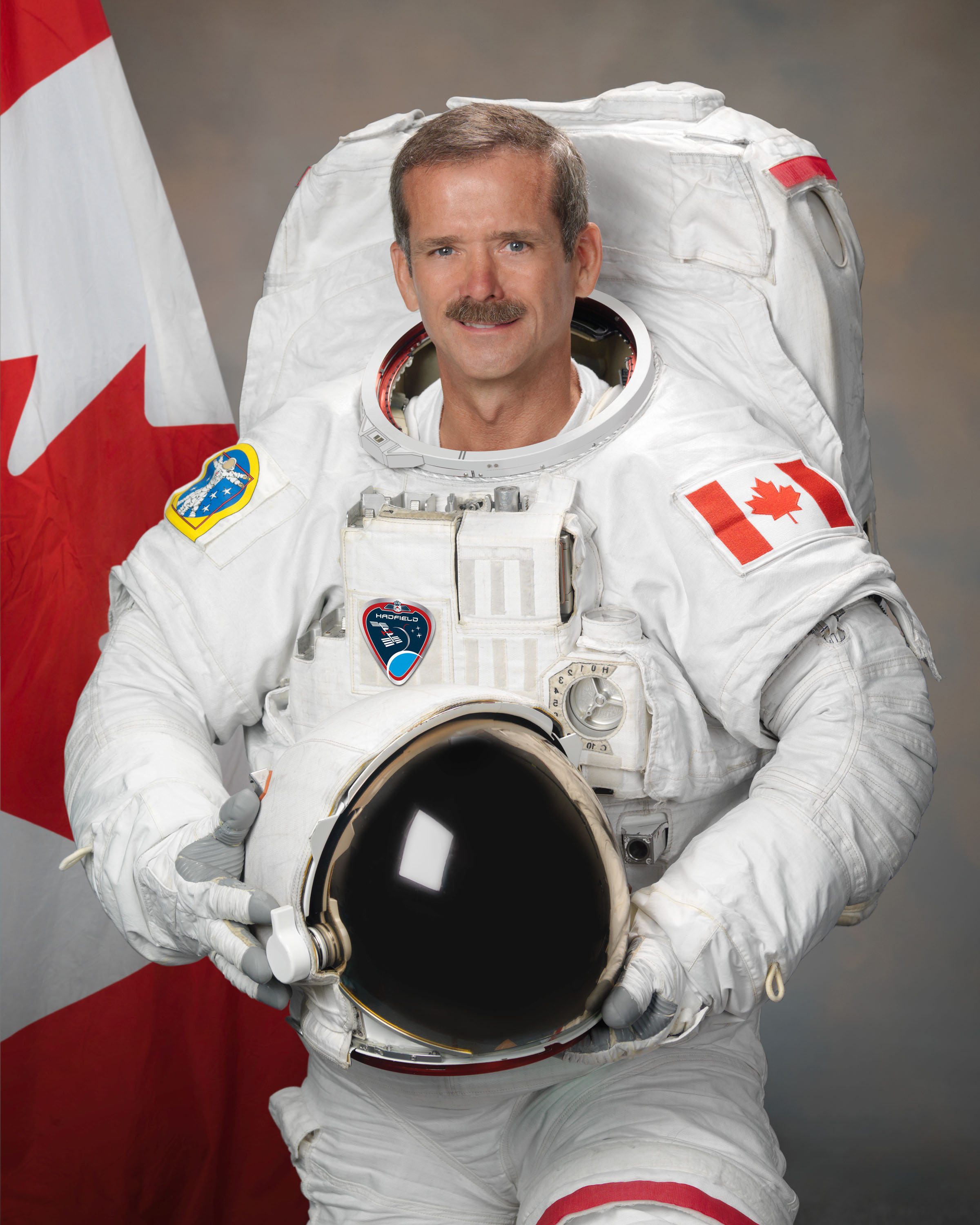
Der kanadische Astronaut Chris Austin Hadfield sang 2013 Space Oddity in der Internationalen Raumstation (ISS)

- Die britische TV-Serie Ashes to Ashes – Zurück in die 80er bezieht sich im Titel wie auch thematisch auf den Song, der als Metapher fungiert und immer wieder in die Handlung eingebaut wird. Die Serie schließt an die zwei Staffeln von Life on Mars – Gefangen in den 70ern an, wo unter ähnlicher Prämisse ein zehn Jahre älterer Bowie-Song verwendet wird.
- Der Song Rocket von Def Leppard (1987) nennt Major Tom neben einigen anderen Figuren von David Bowie wie Jean Genie oder Ziggy Stardust.
- In Falcos Lied Satellite to Satellite (1988) wird „Major Tom“ erwähnt.
- In Hallo Spaceboy (remix) (1995), von den Pet Shop Boys produziert und von Bowie gesungen, wurde dem Original Hallo Spaceboy Text hinzugefügt, der von Major Tom handelt.
- Das deutsche Synthie-Pop-Duo Wolfsheim und die Sängerin Heike Nebel erinnern an Major Tom in ihrer Single zu A New Starsystem Has Been Explored (1996).
- Im Lied So Long Hasi der Schweizer Mundart-Gruppe Stiller Has (1996) singt Endo Anaconda von Major Tom, der Weihnachtsgrüße aus dem All schickt.[2]
- Die Sportfreunde Stiller erinnern in ihrem Lied Hurra, wir fliegen (2002) mit der Zeile „Wir grüßen euch aus unbekannter Höhe, so wie damals Major Tom“ an den Astronauten.
- Die Band Cold erwähnt Major Tom in ihrem Song Happens All the Time auf dem Album A Different Kind of Pain (2005): “I can see it in your eyes, you look as if your Major Tom has lost control”, etwa: „Ich seh es in deinen Augen: Es sieht aus, als ob dein Major Tom die Kontrolle verloren hätte.“
- Die US-amerikanische Rockband The Cab erwähnt ihn in ihrem Lied Angel with a Shotgun (2008).[3]
- Frank Schätzing beschreibt in seinem Zukunftsroman Limit (2009), wie David Bowie im Jahre 2025 bei einem Auftritt auf einer erdennahen Raumstation aus der Space Oddity singt.
- In der Sci-Fi-Fernsehserie Defying Gravity (2009) heißt das Stammlokal der Astronauten Major Tom.
- Der 2010 erschienene Third-Person-Shooter Alan Wake enthält eine Figur namens „Tom the Diver“. Die Entwicklerfirma Remedy Entertainment bestätigte, dass David Bowies Major Tom die Vorlage für diesen Charakter war.
- 2011 veröffentlichte William Shatner ein Album mit dem Titel Seeking Major Tom mit vielen Coverversionen von Songs, die sich mit dem Thema Weltraum und Raumfahrt beschäftigen, wie David Bowies Space Oddity, Peter Schillings Major Tom, Elton Johns Rocket Man und U2s In a Little While.[4]  [5]
- Auf dem 2013 erschienenen Coveralbum Man spricht Deutsch der deutschen Metalcoreband Callejon ist eine Coverversion des Lieds Major Tom von Peter Schilling erschienen.
- Der kanadische ISS-Kommandant Chris Austin Hadfield sang vor seinem Rückflug zur Erde am 12. Mai 2013 eine Coverversion von David Bowies Space Oddity.[6] Ein auf der Raumstation gedrehtes Musikvideo wurde im Internet veröffentlicht und innerhalb von vier Tagen über zwölf Millionen Mal angesehen.[7]
- Die Hauptperson im Roman Wunder (2012) von Raquel J. Palacio, ein Junge namens August, dessen Gesicht sehr entstellt ist, wird von einer Freundin „Major Tom“ genannt. Das Lied Space Oddity wird mehrmals zitiert.
- Im Spielfilm Das erstaunliche Leben des Walter Mitty (2013) bekommt dieser den Spitznamen Major Tom verpasst. Im weiteren Filmverlauf wird auch ein Teil von Space Oddity in einer neuen Version mit Kristen Wiig eingespielt.
- Im Song Terrence Loves You von Lana Del Rey (2015) wird Major Tom ebenfalls erwähnt. Sie singt in der Bridge (Überleitung): „Ground control to Major Tom. Can you hear me all night long?“
- Space Oddity ist der Eröffnungssong im Science-Fiction-Film Valerian – Die Stadt der tausend Planeten (2017) von Luc Besson.[8] Während des Liedes begrüßen sich auf freundliche Weise in einer immer moderner und größer werdenden Raumstation zunächst internationale, später außerirdische Weltraumpiloten.[9]
- A Perfect Circle erwähnen Major Tom in ihrem Song So Long, and Thanks for All the Fish (2018) im Refrain neben Willy Wonka, Muhammad Ali und Prinzessin Leia (“Now Willy Wonka, Major Tom / Ali and Leia have moved on”).[10]
- Der Tessloff Verlag brachte ab 2018 mit Der kleine Major Tom eine Kinderbuchreihe zum Thema Astronomie und Raumfahrt heraus.